# 表郷村
表郷村（おもてごうむら）は、福島県にあった村である。
2005年11月7日に、白河市、東村、大信村と合併し新しい白河市となり廃止した。

## 地理

### 隣接していた自治体
- 福島県
  - 白河市
  - 西白河郡東村
  - 東白川郡棚倉町
- 栃木県
  - 那須郡那須町

## 歴史

### 年表
- 1955年（昭和30年）2月1日 - 古関村・金山村・社村が合併して表郷村が発足。
- 1970年（昭和45年）4月1日 - 国道289号が制定。
- 2005年（平成17年）11月7日 - （旧）白河市・東村・大信村と合併し白河市が発足。同日表郷村廃止。

### 行政区域変遷
- 変遷の年表

| 表郷村村域の変遷（年表） | 表郷村村域の変遷（年表） | 表郷村村域の変遷（年表） |
| 年                       | 月日                     | 旧表郷村村域に関連する行政区域変遷 |
| ------------------------ | ------------------------ | --- |
| 1889年（明治22年）       | 4月1日                   | 町村制施行により、以下の村が発足。 - 古関村 ← 中野村・内松村・社田村・番沢村・関辺村・旗宿村 - 金山村 ← 金山村・梁森村・高木村・三森村・下羽原村 - 社村 ← 小松村・八幡村・中寺村・堀ノ内村・河東田村・深渡戸村 |
| 1955年（昭和30年）       | 2月1日                   | 古関村・金山村・社村が合併して表郷村が発足。 |
| 1955年（昭和30年）       | 8月1日                   | 表郷村の一部（関辺・旗宿）は白河市に編入。 |
| 1966年（昭和41年）       |                          | 棚倉町の一部（金沢内、天王内の各一部）は表郷村に編入。 |
| 1970年（昭和45年）       |                          | - 表郷村の一部（下羽原の一部）は棚倉町に編入。 - 棚倉町の一部（堤・金沢内の各一部）は表郷村に編入。 |
| 2005年（平成17年）       | 11月7日                  | （旧）白河市・東村・大信村と合併し白河市が発足。同日表郷村廃止。 |

- 変遷表

| 表郷村村域の変遷表（※細かい境界の変遷は省略） | 表郷村村域の変遷表（※細かい境界の変遷は省略） | 表郷村村域の変遷表（※細かい境界の変遷は省略） | 表郷村村域の変遷表（※細かい境界の変遷は省略） | 表郷村村域の変遷表（※細かい境界の変遷は省略） | 表郷村村域の変遷表（※細かい境界の変遷は省略） | 表郷村村域の変遷表（※細かい境界の変遷は省略） |
| 1868年 以前                                   | 1868年 以前                                   | 明治元年 - 明治22年                           | 明治22年 4月1日                               | 明治22年 - 昭和64年                           | 平成元年 - 現在                               | 現在                                          |
| --------------------------------------------- | --------------------------------------------- | --------------------------------------------- | --------------------------------------------- | --------------------------------------------- | --------------------------------------------- | --------------------------------------------- |
|                                               | 関辺村                                        | 関辺村                                        | 古関村                                        | 昭和30年8月1日 白河市に編入                   | 平成17年11月7日 白河市                        | 白河市                                        |
|                                               | 旗宿村                                        |                                               | 古関村                                        | 昭和30年8月1日 白河市に編入                   | 平成17年11月7日 白河市                        | 白河市                                        |
|                                               | 中野村                                        | 中野村                                        | 古関村                                        | 昭和30年2月1日 表郷村                         | 平成17年11月7日 白河市                        | 白河市                                        |
|                                               | 内松村                                        |                                               | 古関村                                        | 昭和30年2月1日 表郷村                         | 平成17年11月7日 白河市                        | 白河市                                        |
|                                               | 社仁井田村                                    | 明治10年 社田村                               | 古関村                                        | 昭和30年2月1日 表郷村                         | 平成17年11月7日 白河市                        | 白河市                                        |
|                                               | 高萩新田村                                    | 明治10年 社田村                               | 古関村                                        | 昭和30年2月1日 表郷村                         | 平成17年11月7日 白河市                        | 白河市                                        |
|                                               | 番沢村                                        |                                               | 古関村                                        | 昭和30年2月1日 表郷村                         | 平成17年11月7日 白河市                        | 白河市                                        |
|                                               | 金山村                                        | 金山村                                        | 金山村                                        | 昭和30年2月1日 表郷村                         | 平成17年11月7日 白河市                        | 白河市                                        |
|                                               | 梁森村                                        |                                               | 金山村                                        | 昭和30年2月1日 表郷村                         | 平成17年11月7日 白河市                        | 白河市                                        |
|                                               | 高木村                                        |                                               | 金山村                                        | 昭和30年2月1日 表郷村                         | 平成17年11月7日 白河市                        | 白河市                                        |
|                                               | 三森村                                        |                                               | 金山村                                        | 昭和30年2月1日 表郷村                         | 平成17年11月7日 白河市                        | 白河市                                        |
|                                               | 下羽原村                                      |                                               | 金山村                                        | 昭和30年2月1日 表郷村                         | 平成17年11月7日 白河市                        | 白河市                                        |
|                                               | 小松村                                        | 明治10年 小松村                               | 社村                                          | 昭和30年2月1日 表郷村                         | 平成17年11月7日 白河市                        | 白河市                                        |
|                                               | 小松新田村                                    | 明治10年 小松村                               | 社村                                          | 昭和30年2月1日 表郷村                         | 平成17年11月7日 白河市                        | 白河市                                        |
|                                               | 関場村                                        | 明治10年 八幡村                               | 社村                                          | 昭和30年2月1日 表郷村                         | 平成17年11月7日 白河市                        | 白河市                                        |
|                                               | 宮村                                          | 明治10年 八幡村                               | 社村                                          | 昭和30年2月1日 表郷村                         | 平成17年11月7日 白河市                        | 白河市                                        |
|                                               | 中寺村                                        |                                               | 社村                                          | 昭和30年2月1日 表郷村                         | 平成17年11月7日 白河市                        | 白河市                                        |
|                                               | 堀ノ内村                                      |                                               | 社村                                          | 昭和30年2月1日 表郷村                         | 平成17年11月7日 白河市                        | 白河市                                        |
|                                               | 河東田村                                      |                                               | 社村                                          | 昭和30年2月1日 表郷村                         | 平成17年11月7日 白河市                        | 白河市                                        |
|                                               | 深渡戸村                                      |                                               | 社村                                          | 昭和30年2月1日 表郷村                         | 平成17年11月7日 白河市                        | 白河市                                        |

## 教育
- 小学校
  - 表郷村立表郷小学校
- 中学校
  - 表郷村立表郷中学校

## 交通（廃止直前）

### 道路
- 一般国道
  - 国道289号
- 主要地方道
  - 福島県道76号伊王野白河線
- 一般県道
  - 福島県道277号社田浅川線
  - 福島県道278号釜子金山線
  - 福島県道279号高萩久田野停車場線
  - 福島県道280号中野番沢線
  - 福島県道388号白坂関辺線

## 出身著名人
- 沼田弥一（元競輪選手、ミュンヘンオリンピック出場）